# Aurelio José Kühn Hergenreder
Aurelio José Kühn Hergenreder OFM (* 8. Dezember 1938 in Aldea Santa Maria) ist emeritierter Prälat von Deán Funes.

## Leben
Aurelio José Kühn Hergenreder trat der Ordensgemeinschaft der Franziskaner bei und empfing am 11. August 1963 die Priesterweihe.
Papst Johannes Paul II. ernannte ihn am 18. Januar 2000 zum Prälaten von Deán Funes. Die Bischofsweihe spendete ihm der Bischof des Argentinischen Militärordinariats, Norberto Eugenio Conrado Martina OFM, am 25. März desselben Jahres; Mitkonsekratoren waren Eduardo Vicente Mirás, Erzbischof von Rosario, Lucas Luis Dónnelly OdeM, emeritierter Prälat von Deán Funes, und Raúl Marcelo Pacífico Scozzina OFM, Altbischof von Formosa.
Papst Franziskus nahm am 21. Dezember 2013 seinen altersbedingten Rücktritt an.